# Centaurea santamariae
Centaurea santamariae là một loài thực vật có hoa trong họ Cúc. Loài này được Font Quer ex N.Garcia & Susanna mô tả khoa học đầu tiên năm 1988.